# Részleges atomcsendről szóló egyezmény

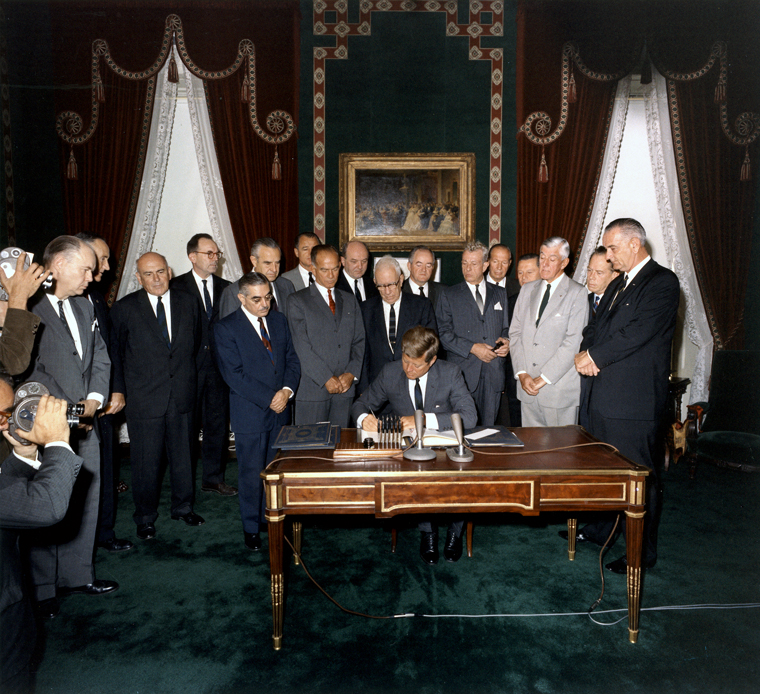
1963. október 7-én a Fehér Házban Kennedy aláírta a nemzetközi atomcsendegyezményt. Balról jobbra: William Hopkins, Sen. Mike Mansfield, John J. McCloy, Adrian S. Fisher, Sen. John Pastore, W. Averell Harriman, Sen. George Smathers, Sen. J.W. Fulbright, Sec. of State Dean Rusk, Sen. George Aiken, Kennedy, Sen. Hubert H. Humphrey, Sen. Everett Dirksen, William C. Foster, Sen. Howard W. Cannon, Sen. Leverett Saltonstall, Sen. Thomas H. Kuchel, Johnson alelnök. Fehér Ház, Treaty szoba. A fényképet Robert Knudsen készítette (John F. Kennedy Presidential Library and Museum, Boston)

Hosszas tárgyalások után 1963. augusztus 5-én, a Szovjetunió, az Amerikai Egyesült Államok és Nagy-Britannia képviselői Moszkvában aláírták az atomcsendegyezményt (Nuclear Test Ban Treaty; mai nevén részleges atomcsendről szóló egyezmény), amely megtiltja az atombomba-kísérleteket a légkörben, a világűrben és a víz alatt.  Az amerikai szenátus szeptember 24-én ratifikálta, az egyezmény 1963. október 10-én lépett életbe. Az egyezményhez azóta több mint száz ország csatlakozott, viszont Kína és Franciaország máig sem.
Az egyezmény betartásának ellenőrzésére hozta létre az Egyesült Államok a VELA projektet, és lőtték fel a világűrbe a Vela műholdakat. A vela szó spanyol eredetű (velar).

## Fordítás
Ez a szócikk részben vagy egészben  a   Partial Nuclear Test Ban Treaty című angol Wikipédia-szócikk ezen változatának fordításán alapul.  Az eredeti cikk szerkesztőit annak laptörténete sorolja fel. Ez a jelzés csupán a megfogalmazás eredetét és a szerzői jogokat jelzi, nem szolgál a cikkben szereplő információk forrásmegjelöléseként.